# Pitschgau
Pitschgau è una frazione di 1 568 abitanti del comune austriaco di Eibiswald, nel distretto di Deutschlandsberg (Stiria). Già comune autonomo, nel quadro della riforma amministrativa della Stiria il 1º gennaio 2015 è stato aggregato a Eibiswald assieme agli altri ex comuni di Aibl, Großradl, Sankt Oswald ob Eibiswald e Soboth.